# Arjeplog (gemeente)
Arjeplog (Samisch: Árjepluovve) is een Zweedse gemeente in het landschap Lapland. De gemeente behoort tot de provincie Norrbottens län. Ze heeft een totale oppervlakte van 14.594,7 km² en telde eind 2007 3089 inwoners. De hoofdplaats van de gemeente heet ook Arjeplog. Het is de dunst bevolkte gemeente van Zweden (cijfers eind 2007).

## Afbeeldingen

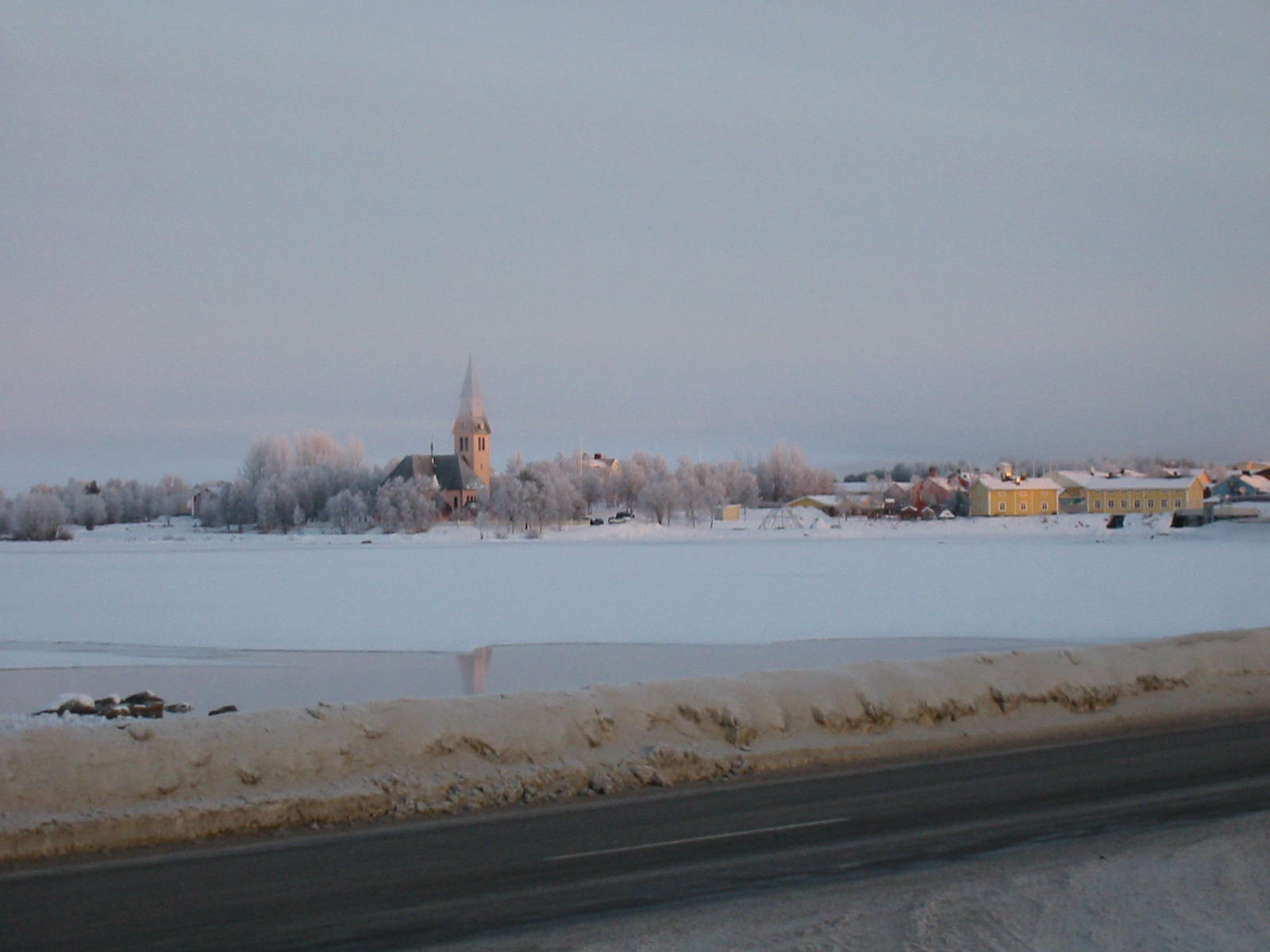
Arjeplog, kerk (2002)
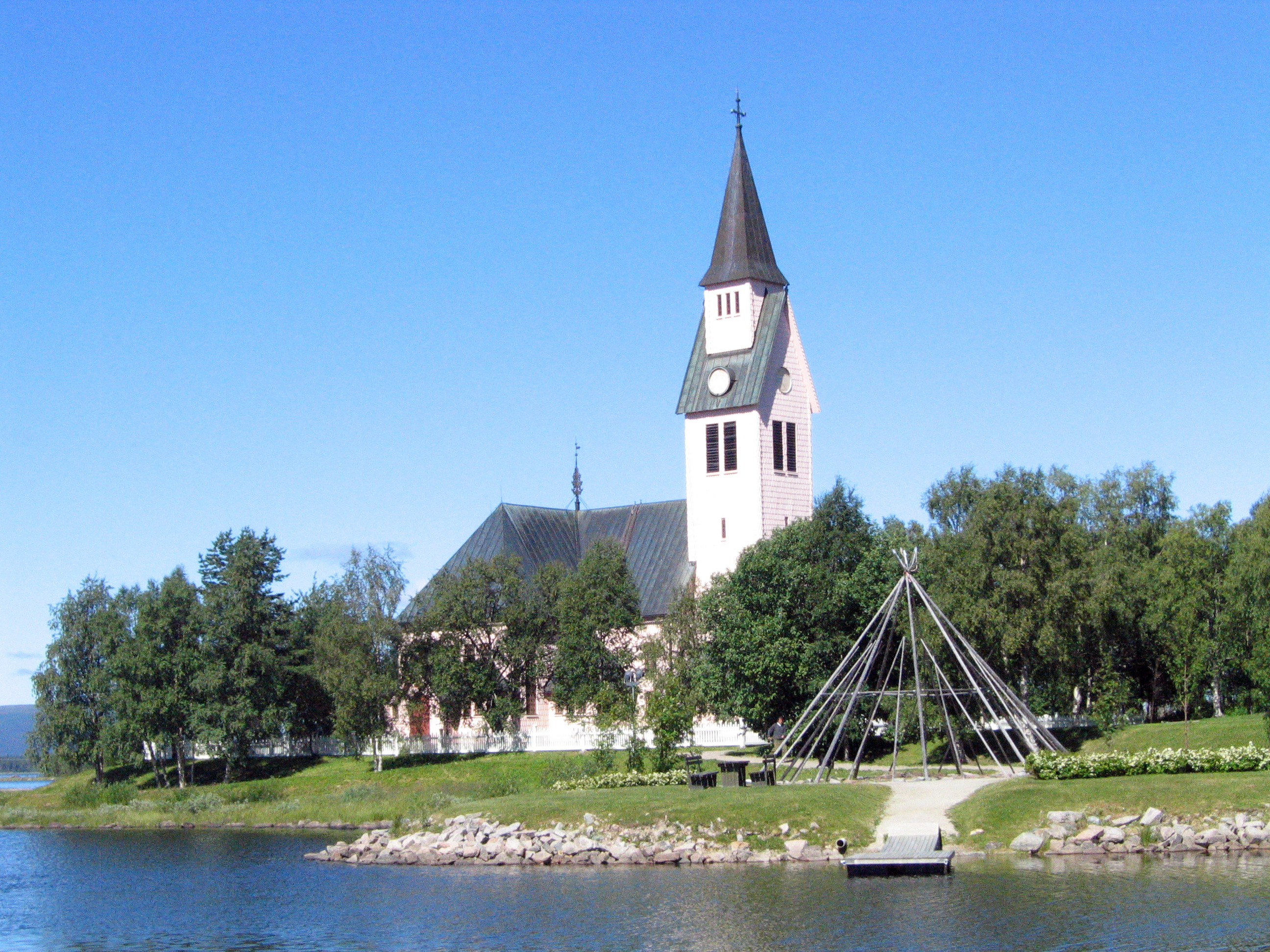
Arjeplog, kerk (2006)

Arjeplog · Arvidsjaur · Boden · Gällivare · Haparanda · Jokkmokk · Kalix · Kiruna · Luleå · Pajala · Piteå · Älvbyn · Överkalix · Övertorneå